# Koszmosz–66
A Koszmosz–66 (oroszul: Космос–66) szovjet Zenyit–2 típusú felderítő műhold volt.

## Küldetés
Katonai felderítő műhold, feladata a Föld meghatározott térségeinek megfigyelése, katonai célú adatgyűjtés. Polgári célja az emberes űrrepülés elősegítése. Az exponált filmeket egy fémkapszulában, ejtőernyővel kívánta visszajuttatni a Földre.

## Jellemzői
1965. június 7-én a Bajkonuri űrrepülőtér 31-es indítóállásából egy Vosztok–2 (8K71) hordozórakétával juttatták alacsony Föld körüli pályára. Az orbitális egység pályája 89,2 perces, 65 fokos hajlásszögű, az elliptikus pálya perigeuma 200 kilométer, apogeuma 278 kilométer volt. Hasznos tömege 4730 kilogramm. A sorozat felépítését, szerkezetét, alapvető fedélzeti rendszereit tekintve egységesített, szabványosított tudományos-kutató űreszköz. Áramforrása kémiai akkumulátor, szolgálati ideje maximum 12 nap.
1965. május 15-én 8 napos szolgálati idő után, földi parancsra belépett a légkörbe, az ejtőernyő hibája miatt visszatérés közben megsemmisítették.